# Гардишівська сільська рада (Андрушівський район)
Гардишівська сільська рада — колишня адміністративно-територіальна одиниця та орган місцевого самоврядування в Андрушівському районі Житомирської і Бердичівської округ, Київської та Житомирської областей УРСР з адміністративним центром у селі Гардишівка.

## Населені пункти
Сільській раді на момент ліквідації були підпорядковані населені пункти:
- с. Гардишівка
- х. Радгосп

## Населення
Кількість населення ради, станом на 1923 рік, становила 2 024 особи, кількість дворів — 474.
Відповідно до перепису населення СРСР, станом на 17 грудня 1926 року, чисельність населення ради становила 1 272 особи, з них, за статтю: чоловіків — 622, жінок — 650; етнічний склад: українців — 1 090, росіян — 2, євреїв — 67, поляків — 111, інші — 2. Кількість домогосподарств — 321.

## Історія та адміністративний устрій
Створена 1923 року в складі сіл Гардишівка та Лясівка Андрушівської волості Житомирського повіту Волинської губернії. 7 березня 1923 року увійшла до складу новоствореного Андрушівського району Житомирської округи.
17 грудня 1925 року, відповідно до рішення Бердичівської ОАТК, в с. Лясівка утворено окрему Лясівську сільську раду Андрушівського району Бердичівської округи. Станом на 15 червня 1926 року в підпорядкуванні ради числиться Андрушівська гуральня. Станом на 1 жовтня 1941 року на обліку в раді значиться х. Держгосп, Андрушівська гуральня не перебуває на обліку.
Станом на 1 вересня 1946 року сільська рада входила до складу Андрушівського району Житомирської області, на обліку в раді перебували с. Гардишівка та х. Радгосп.
Ліквідована 11 серпня 1954 року, відповідно до указу Президії Верховної Ради УРСР «Про укрупнення сільських рад по Житомирській області»; територію та населені пункти передано до складу Волицької сільської ради Андрушівського району Житомирської області.